# Анану, Фредерик
Фредерик Анану (нем. и фр. Frederic Ananou; род. 20 сентября 1997, Мюнхен) — немецкий и тоголезский футболист, защитник словенского клуба «Олимпия» и сборной Того.

## Клубная карьера
Анану является воспитанником академии «Кёльна». Занимался в ней с 10 лет. Летом 2016 года подписал контракт с нидерландским клубом «Рода». Сразу же был взят в основной состав. 7 августа 2016 года дебютировал в Эредивизи поединком против «Хераклеса».

## Карьера в сборной
Анану вызывался в юношескую сборную Германии до 19 лет, провёл за неё две встречи. Дебютировал 26 марта 2016 года в поединке против сверстников из Южной Кореи.